# Sigma d'Àries
Sigma d'Àries (σ Arietis) és una estrella de la constel·lació d'Àries.
Sigma d'Àries és una nana de la seqüència principal blanca-blava del tipus B de la magnitud aparent +5,52. Està aproximadament a 480 anys llum de la Terra.